# Cerodontha cornigera
Cerodontha cornigera är en tvåvingeart som beskrevs av Meijere 1934. Cerodontha cornigera ingår i släktet Cerodontha och familjen minerarflugor. Inga underarter finns listade i Catalogue of Life.